# Kruisherenkerk (Maaseik)

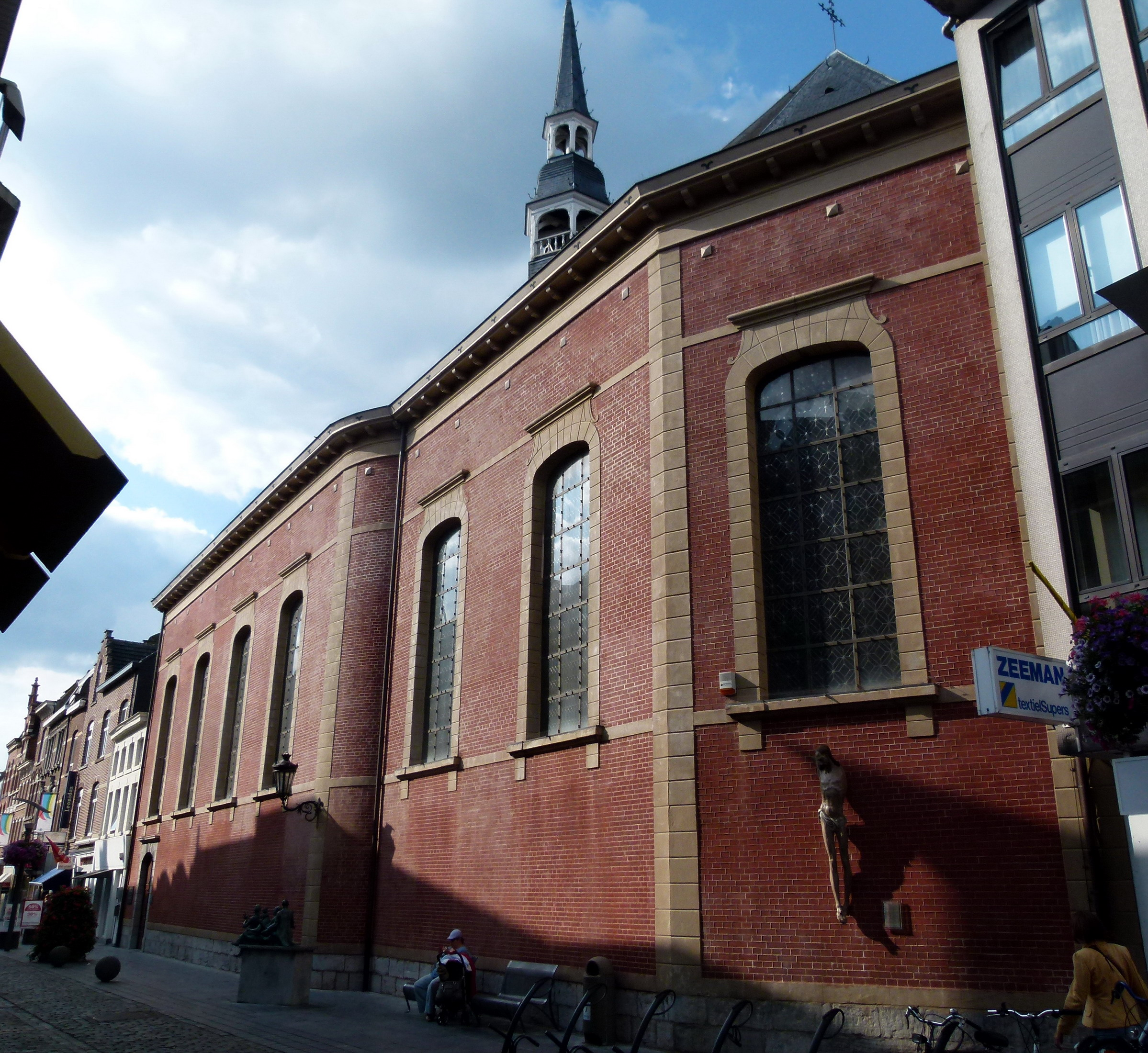
De Kruisherenkerk gezien vanuit het zuidoosten

De Kruisherenkerk, ook wel Sint-Jacobskerk, is een barok kerkgebouw aan de Bosstraat te Maaseik. De kerk is in 1767 gebouwd als kloosterkerk van het Kruisherenklooster van Maaseik.

## Geschiedenis
Oorspronkelijk stond hier de Sint-Jacobskapel, vermoedelijk een eenbeukige kerk, uitgevoerd in mergelsteen en kalksteen. Deze kapel werd -door de Kruisheren- vergroot en sterk verbouwd in 1767 en is één der weinige kerkelijke gebouwen met een interieur in Lodewijk XV-stijl. Het jaartal is terug te lezen in het chronogram: In Cruce mundi salus (in het Kruis is het heil der Wereld).
In 1797 werd het Kruisherenklooster op last van de Fransen opgeheven en werden de kloostergebouwen gesloopt. De kerk echter, kwam aan de parochie van Maaseik. In 1856 werd ze verkocht aan de - toen weer teruggekeerde - Kruisheren. In 2004 werd de kerk gerestaureerd.

## Gebouw en meubilair
De kloosterkerk is een eenbeukige kerk, met een opvallend, zeer langgerekt koor. De zuidzijde van het schip en koor strekken zich uit langs de Bosstraat. Onder het meest oostelijke raam hangt een replica van een 16e-eeuws houten beeld van het Corpus. Op het dak bevindt zich aan de westzijde een kleine dakruiter.
Het interieur is bestuct met rocaillemotieven. Op het hoofdaltaar is een schilderij dat de gekruisigde Christus voorstelt, in gezelschap van Maria Magdalena en Augustinus Neerius (magister-generaal van de Kruisheren) of Theodorus van Celles. Dit schilderij is deels vervaardigd door Anthony van Dyck en voltooid door zijn leerlingen. Het eiken koorgestoelte is uit het begin van de 16e eeuw in laatgotische stijl, nu in het Stedelijk Museum. Het doksaal met orgel is in rococostijl. Ook in rococostijl zijn enkele biechtstoelen die uit de Kapucijnenkerk afkomstig zijn. Er is een hardstenen gotisch wijwatervat uit omstreeks 1500.